# Pico Montcalm
El Pico del Montcalm es una cumbre del Pirineo francés de 3.077 metros y ubicado en el municipio de Auzat en el departamento de Ariège, en la región de Occitania.

## Toponimia
Hasta el siglo XIX la grafía Moncal era normalmente utilizada.

## Topografía

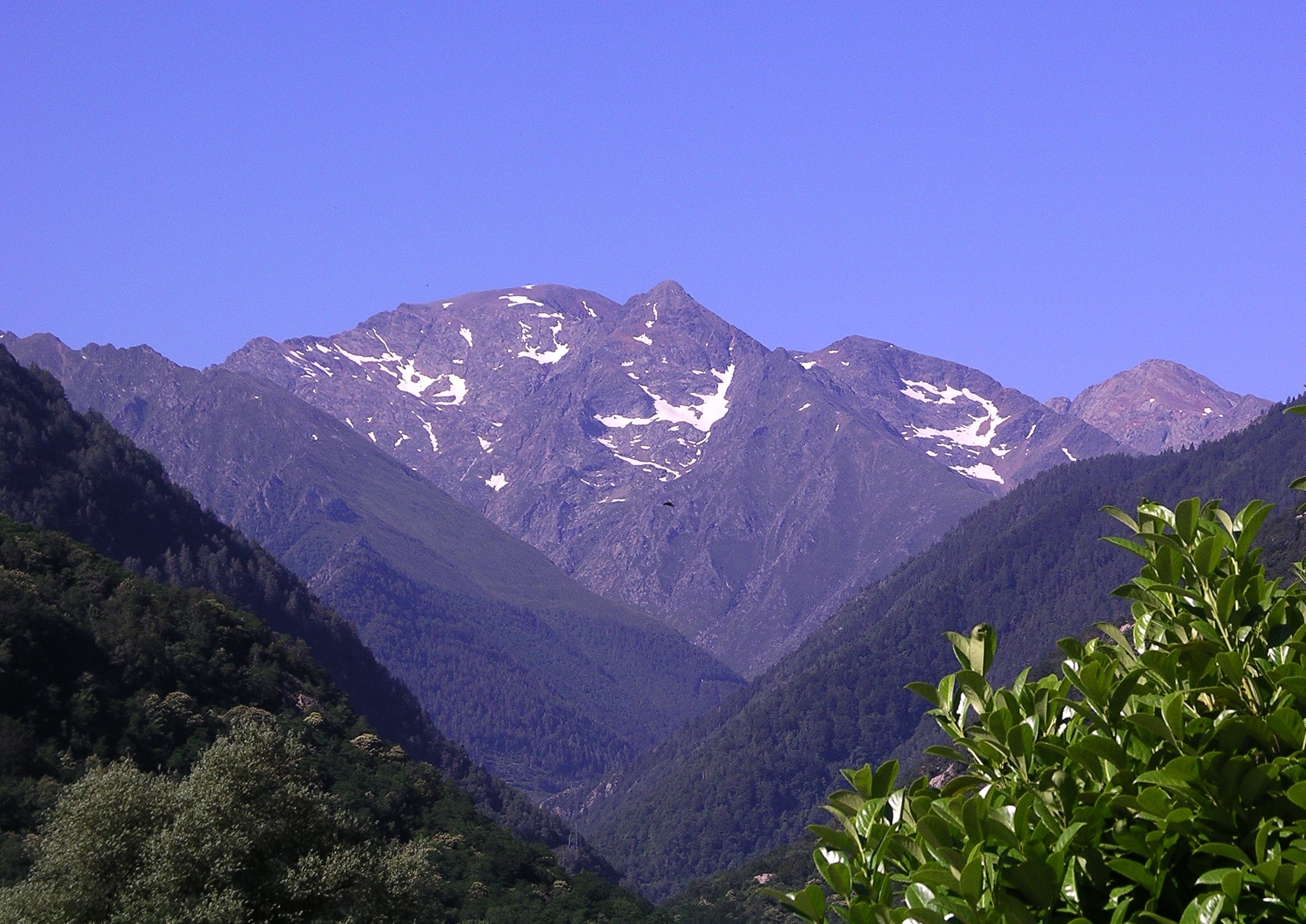
El pic del Montcalm desde el valle de Vicdessos.

Ubicado en el departamento de Ariège, al sur de Auzat, en Vicdessos, se encuentra ligeramente apartado de la cresta fronteriza. Es la cumbre más oriental del Pirineo francés de más de 3.000 metros.
El Pico del Montcalm, la Pica d'Estats y el Pico de Sotllo son los tres principales cumbres del Macizo del Montcalm, los dos últimos que son fronterizos con España y la Pica d'Estats es la cumbre más elevada de Cataluña.     
La punta del Montcalm, cumbre secundaria del macizo, es más prominente que las demás; que culmina a 2.940 metros.

## Historia
El primer relato de la ascensión del Montcalm fue escrito por Augustin Pyrame de Candolle después de su ascensión el 18 de julio de 1807 acompañado del guía Simon Faure.
En 1817, Reboul y Vidal establecieran la altitud del Montcalm a 3.250 m.